# ژابیانه
ژابیانه (به صربی: Žabljane) یک منطقهٔ مسکونی در صربستان است که در لسکواس واقع شده‌است. ژابیانه ۷۲۴ نفر جمعیت دارد.